# Quackwatch
Quackwatch je společnost se sídlem ve Spojených státech amerických, která se sama popisuje jako „síť lidí“ založená Stephenem Barrettem a jejímž cílem je „bojovat proti podvodům, mýtům, módním výstřelkům, bludům a nesprávnému chování v oblasti zdraví“ a zaměřit se na „informace týkající se šarlatánství, které je obtížné nebo nemožné získat jinde.“ Od roku 1996 provozuje webovou stránku quackwatch.org, která sledujealternativní medicínu a radí veřejnosti ohledně neověřených nebo neúčinných prostředků alternativní medicíny, obsahuje články a další informace kritizující mnohé formy alternativní medicíny.
Quackwatch cituje články z recenzovaných časopisů a získal několik ocenění. Stránky vznikly za pomoci celosvětové sítě dobrovolníků a odborných poradců. Získaly uznání a doporučení od mainstreamových organizací a zdrojů, ačkoli někdy byly také kritizovány za údajnou zaujatost ve svém zpravodajství. Získaly si uznání v médiích, která citují quackwatch.org jako praktický zdroj informací pro spotřebitele online. Úspěch Quackwatch vyvolal vznik dalších přidružených webových stránek, k roku 2019 jich bylo 21.

## Historie
Barrett založil v roce 1969 organizaci Lehigh Valley Committee Against Health Fraud, LVCAHF (Výbor Lehigh Valley proti podvodům ve zdravotnictví), která byla v roce 1970 zaregistrována ve státě Pensylvánie. V roce 1996 začala tato korporace provozovat webové stránky quackwatch.org a v roce 1997 byla samotná organizace přejmenována na Quackwatch, Inc. Pensylvánská nezisková korporace byla zrušena poté, co se Barrett v roce 2008 přestěhoval do Severní Karolíny, ale činnost sítě pokračuje i nadále. Quackwatch spoluzaložila National Council Against Health Fraud, NCAHF (Národní radu proti podvodům ve zdravotnictví) a byla s ní úzce propojena. NCAHF byla formálně zrušena v roce 2011.
V únoru 2020 se Quackwatch stala součástí Center for Inquiry. CFI plánovalo zachovat své různé webové stránky a později v tomto roce získat Barrettovu knihovnu.

## Poslání a působnost
Na Quackwatch dohlíží Stephen Barrett, její majitel, s přispěním poradců a pomocí dobrovolníků, včetně řady lékařů. V roce 2003 Quackwatch uvádí 67 lékařských poradců, 12 dentálních poradců, 13 poradců pro duševní zdraví, 16 poradců pro výživu a potravinářství, tři podiatrické poradce, 8 veterinárních poradců a 33 dalších „vědeckých a technických poradců.“ Od té doby se přihlásilo mnohem více dobrovolníků, ale jména poradců již nejsou uvedena.
Quackwatch popisuje své poslání následovně:

„... vyšetřuje pochybná tvrzení, odpovídá na dotazy týkající se výrobků a služeb, poskytuje poradenství obětem šarlatánství, distribuuje spolehlivé publikace, vyvrací pseudovědecká tvrzení, informuje o nezákonném marketingu, zlepšuje kvalitu zdravotnických informací na internetu, pomáhá při soudních sporech na ochranu spotřebitelů nebo je vyvolává a napadá klamavou reklamu na internetu.“
Quackwatch nemá žádné placené zaměstnance a celkové náklady na provoz všech stránek Quackwatch činí přibližně 7 000 USD ročně. Je financována především z drobných individuálních darů, provizí z prodeje na jiných stránkách, na které odkazují, zisků z prodeje publikací a samofinancování Barrettem. Uvedený příjem je také odvozen z používání sponzorovaných odkazů.

## Obsah stránek
Webové stránky Quackwatch obsahují eseje a bílé knihy, jejichž autorem je Barrett a další autoři a které jsou určeny neodborným spotřebitelům. Články pojednávají o produktech, léčebných postupech, podnicích a poskytovatelích souvisejících se zdravím, které Quackwatch považuje za zavádějící, podvodné nebo neúčinné. Součástí jsou také odkazy na zdroje článků a interní i externí zdroje pro další studium.
Stránky jsou vytvářeny za pomoci dobrovolníků a odborných poradců. Mnohé z článků citují recenzovaný výzkum a jsou opatřeny poznámkami pod čarou s několika odkazy na reference. V recenzi v časopise Running & FitNews se uvádí, že stránky „poskytují také odkazy na stovky důvěryhodných zdravotnických stránek.“

### Související a dceřiné stránky
Naturowatch je dceřinou stránkou Quackwatch, jejímž cílem je poskytovat informace o naturopatii, které je „obtížné nebo nemožné najít jinde.“ Stránky provozují Barrett a Kimball C. Atwood IV, povoláním anesteziolog, který se stal hlasitým kritikem alternativní medicíny.
Stránky jsou dostupné ve i francouzštině a dříve i v němčině a portugalštině a také prostřednictvím několika zrcadlových webů.

## Vliv
Mezi zdroje, které uvádějí Quackwatch Stephena Barretta jako užitečný zdroj informací pro spotřebitele, patří recenze webových stránek, vládní agentury a různé časopisy včetně The Lancet.

### Zmínky v médiích, knihách a časopisech
Quackwatch byl zmíněn v médiích, knihách a různých časopisech a získal také několik ocenění a vyznamenání: Journal of the American Medical Association zmínil Quackwatch v roce 1998 jako jednu z devíti „vybraných stránek, které poskytují spolehlivé zdravotní informace a zdroje.“ Thomas R. Eng, ředitel vědeckého panelu pro interaktivní komunikaci a zdraví amerického ministerstva zdravotnictví a sociálních služeb, v roce 1999 prohlásil, že „vláda sice neschvaluje webové stránky ... [Quackwatch] je jedinou stránkou, o které vím, že se právě teď zabývá otázkami podvodů a zdraví na internetu.“
Mezi zdroje, které uvádějí quackwatch.org jako zdroj informací pro spotřebitele, patří Ministerstvo zemědělství Spojených států amerických, Národní institut zdraví USA, The Skeptic's Dictionary, Diet Channel a články publikované v časopise The Lancet, American Journal of Pharmaceutical Education, Journal of Marketing Education, Medical Journal of Australia a Journal of the American Dietetic Association. Kromě toho na Quackwatch odkazuje několik výživových asociací. V článku v PC World byla uvedena jako jedna ze tří webových stránek pro zjišťování pravdy o internetových fámách. V přehledu webových stránek o alternativní medicíně v deníku The Washington Post bylo uvedeno, že „skeptici mohou zjistit, že Quackwatch nabízí kvalitnější zjišťování pravdy než Úřad pro kontrolu potravin a léčiv nebo Národní centrum pro komplementární a alternativní medicínu.“
Knihy Low-Carb Dieting for Dummies (2003), The Arthritis Helpbook (2006), The Rough Guide to the Internet (2007), Navigating the Medical Maze: A Practical Guide (2008), Chronic Pain For Dummies (2008) a The 2009 Internet Directory (2008) zmiňují nebo využívají obsah Quackwatch.

### Citace novinářů
Quackwatch a Barrett byli novináři citováni také ve zprávách o vitaminu O, léčbě plešatosti Almona Glenna Braswella, tvrzeních Roberta Barefoota o korálovém vápníku, terapii „kmenovými buňkami“ Williama C. Radera, šťávě noni, žraločí chrupavce a nasycených tucích.

### Doporučení a schválení
Americká onkologická společnost ve své knize Cancer Medicine uvádí Quackwatch jako jeden z deseti seriózních zdrojů informací o alternativních a doplňkových terapiích a v dlouhé sérii článků o různých metodách alternativní medicíny používá Quackwatch jako referenci a uvádí i kritiku těchto metod.
Nadace Health On the Net Foundation, která uděluje spolehlivým zdrojům zdravotnických informací v kyberprostoru certifikát „Code of Conduct“ HONcode, doporučuje Quackwatch a doporučuje uživatelům internetu, aby Quackwatch upozornili, pokud se setkají s „případně nebo zjevně podvodnými“ zdravotnickými webovými stránkami.
Ve studii proveditelnosti metody identifikace webových stránek, které uvádějí neprokázaná tvrzení, z roku 2007 autoři napsali:

„Náš zlatý standard se opíral o vybrané neprokázané způsoby léčby rakoviny, které identifikovali odborníci na quackwatch.org ... Tím, že jsme použili neprokázané léčebné postupy identifikované dozorovou organizací, jsme využili existující vysoce kvalitní přehled.“

## Recenze stránek

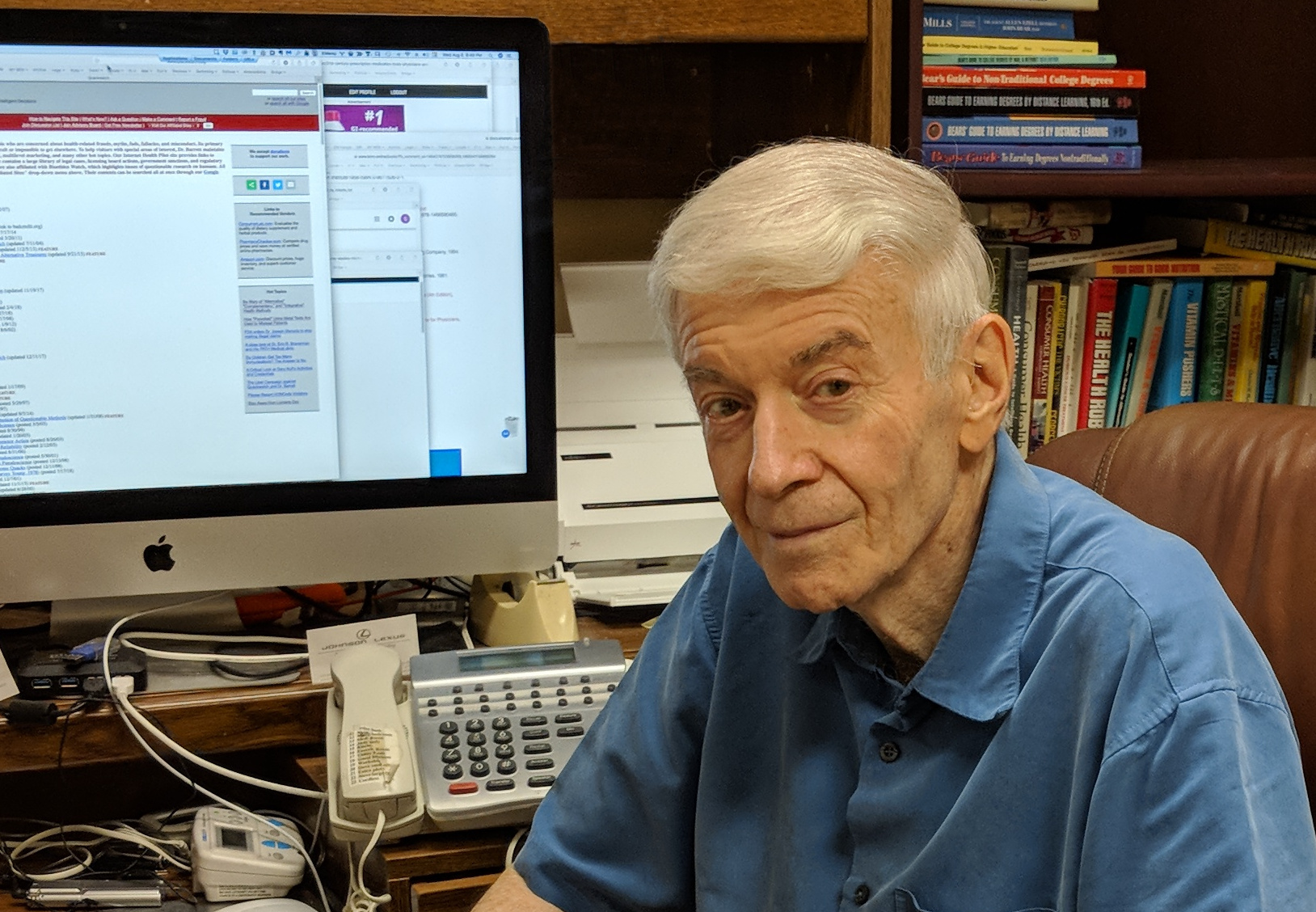
Stephen Barrett

V odborném časopise The Consultant Pharmacist v roce 1999 lékárník Bao-Anh Nguyen-Khoa charakterizoval Quackwatch jako „relevantní jak pro spotřebitele, tak pro odborníky“ a uvedl, že některé z jeho článků budou zajímavé pro lékárníky, ale že proces peer review by zlepšil legitimitu těchto stránek. Nguyen-Khoa poznamenal, že „stránka se snaží o křížové odkazy na klíčová slova s jinými články a propojuje své citace s abstraktem Medline z Národní lékařské knihovny.“ Nguyen-Khoa také uvedl, že přítomnost tolika článků napsaných Barrettem vyvolává dojem nedostatku spravedlivé vyváženosti, ale web podniká kroky k nápravě tím, že nabírá odborné přispěvatele. Poznamenal, že Barrett často „vkládá své silné názory přímo do částí článku, které jsou již dobře podloženy literaturou. Ačkoli je tento přímý komentář zábavný, někteří jej mohou považovat za méně než profesionální lékařské psaní a možná by bylo lepší vyhradit mu vlastní sekci.“
Donna Laddová, novinářka z listu The Village Voice, v roce 1999 uvedla, že Barrett se ve velké míře opírá o negativní výzkumy, v nichž se ukazuje, že alternativní terapie nefungují, Barrett Laddové řekl, že většina pozitivních případových studií je nespolehlivá. Barrett tvrdí, že „spoustu věcí není třeba testovat, [protože] prostě nedávají žádný smysl.“
Mona Okasha v časopise The Lancet napsala, že Quackwatch poskytuje „zábavné čtení“, ale označila jej za vhodný pouze pro omezené použití, protože neposkytuje vyvážený pohled na alternativní léčbu rakoviny. Podobně se na Quackwatch dívala i Jane Cuzzellová, která tvrdila, že je sice zábavný, ale že „hodnota tohoto webu jako zdroje závisí na tom, co návštěvník hledá“, a měla obavy z toho, že výběr materiálu působí neobjektivně. Lillian Brazinová jej sice také shledala neobjektivním, nicméně Quackwatch označila za důvěryhodný a upozornila jak na pověření přispěvatelů, tak na důkladnost obsahu.
Ned Vankevitch, docent komunikace na Trinity Western University, ve své knize z roku 2002 zařazuje Barretta do historické tradice boje proti šarlatánství, zahrnující takové osobnosti jako Morris Fishbein a Abraham Flexner, která je součástí americké lékařské kultury od počátku dvacátého století. Vankevitch uznává, že „odhalování nebezpečných a podvodných zdravotnických produktů ze strany Quackwatch představuje důležitou společenskou a etickou reakci na klamání a vykořisťování“, ale kritizuje Barretta za to, že se snaží omezit „lékařskou rozmanitost“, používá „očerňující terminologii“, kategorizuje veškerou komplementární a alternativní medicínu jako druh lékařského hochštaplerství, neodsuzuje nedostatky v rámci konvenční biomedicíny a prosazuje vylučující model lékařské vědy a zdraví, který slouží hegemonickým zájmům a plně neřeší potřeby pacientů.
Waltraud Ernstová, profesorka dějin medicíny na Oxford Brookes University, komentující Vankevitchovy postřehy z roku 2002, souhlasí s tím, že pokusy o hlídání „lékařského kybertrhu s cílem zabránit podvodným a potenciálně škodlivým praktikám mohou být oprávněné.“ Chválí „Barrettovu obavu z nepodložené propagace a humbuku“ a říká, že „Barrettova obava z podvodných a potenciálně nebezpečných lékařských praktik je důležitá“, ale Barrettovo používání „antikvárního termínu jako 'šarlatán'“ považuje za součást „dichotomizujícího diskurzu, jehož cílem je diskreditovat staromódní', 'tradiční', 'lidové' a heterodoxní tím, že je staví do kontrastu s 'moderním', 'vědeckým' a ortodoxním.“ Ernst také interpretuje Barrettovu snahu „odmítnout a označit za 'šarlatánství' každý přístup, který není součástí vědecky založené medicíny“, jako přístup, který minimalizuje roli pacienta v procesu léčení a je v rozporu s lékařským pluralismem.
V recenzi webových stránek časopisu Forbes z roku 2003 se uvádí:

„Dr. Stephen Barrett, psychiatr, se snaží prostřednictvím svých domácích, ale dobře organizovaných stránek odhalovat neověřené lékařské postupy a možné nebezpečné praktiky. Většinou útočí na alternativní medicínu, homeopatii a chiropraktiky, tón zde může být poměrně ostrý. Pro neinformované jsou však skvělé seznamy zdrojů zdravotních rad, kterým je třeba se vyhnout, včetně knih, konkrétních lékařů a organizací. Barrett obdržel v roce 1984 zvláštní ocenění komisaře FDA za boj proti nutričnímu šarlatánství. PLUS: Často aktualizované, ale také archivy relevantních článků staré nejméně čtyři roky. MÍNUS: Uvádí některé konkrétní lékaře a organizace, aniž by vysvětlil důvod jejich výběru.“
Přehledový článek Katji Schmidtové a Edzarda Ernsta z roku 2004 v časopise Annals of Oncology označil Quackwatch za vynikající zdroj informací o komplementární medicíně pro pacienty s rakovinou.
The Good Web Guide v roce 2006 uvedl, že Quackwatch „je bezpochyby důležitým a užitečným informačním zdrojem a vnáší zdravou dávku skepticismu do přehledu populárních zdravotnických informací“, ale „má tendenci definovat, co je možné nebo pravdivé, pouze z hlediska toho, co se vědě podařilo doposud 'dokázat'.“
Organizace byla často napadána příznivci a praktiky různých forem alternativní medicíny, které jsou na stránkách kritizovány.